# Carlo Alberto Racchia
«Карло Альберто Раккія» (італ. Carlo Alberto Racchia) — ескадрений міноносець типу «Карло Мірабелло» ВМС Італії.

## Історія створення
«Карло Альберто Раккія» був закладений 10 грудня 1914 року  на верфі фірми «Ansaldo» в Генуї. Спущений на воду 2 червня 1916 року, вступив у стрій 21 грудня 1916 року.
Свою назву отримав на честь Карло Альберто Раккія, італійського політика, міністра військово-морських сил в 1-му уряді Джованні Джолітті. 

## Історія служби

### Перша світова війна
Після вступу у стрій «Карло Альберто Раккія» базувався в Бріндізі. Він брав участь у бойових діях під час Першої світової війни в Адріатиці: супроводжував конвої, патрулював в протоці Отранто, здійснював постановки мін та надавав підтримку повітряним атакам.
В ніч з 14 на 15 травня 1917 року австро-угорські кораблі намагались прорвати блокаду протоки Отранто та перехопити італійський конвой в Албанію. О 5:30 ранку «Раккія» разом з італійськими есмінцями «Інсідіозо», «Імпавідо», «Індоміто», скаутами «Аквіла» та «Марсала», а також британськими крейсерами «Ліверпуль» та «Дартмот» вирушили з Бріндізі, і о 7:45 були помічені австро-угорськими есмінцями «Чепель» та «Балатон».
Поки інші кораблі вступили у бій, «Раккія» разом з крейсерами «Марсала», «Ліверпуль» та «Дартмот» вирушили до Котора, щоб перехопити ворожі кораблі під час повернення. Під час бою австро-угорські кораблі були пошкоджені, але жоден не був потоплений.
16 липня «Раккія» разом з «Аугусто Ріботі» брали участь у підтримці бомбардування Дураццо 18-ма літаками. 4-5 жовтня «Раккія» разом з «Аквіла» підтримував аналогічне бомбардування Котора.
2 жовтня 1918 року разом з лінкором «Данте Аліг'єрі», скаутами «Чезаре Россарол», «Гульєльмо Пепе», «Алессандро Поеріо» та есмінцями «Іпполіто Ньєво» і «Сімоне Ск'яффіно» брав участь в обстрілі Дураццо.
9 листопада разом з «Карло Мірабелло» брав участь в окупації Лісси.

### Загибель
20 березня 1920 року «Раккія» вирушив з Таранто до Константинополя. Йому було доручено патрулювати Босфор та Чорне море.
19 липня «Раккія» вирушив з Константинополя до Одеси, супроводжуючи конвой з 4 транспортів, які мали переправити 14 000 солдатів російської армії, що були потрапили в австрійський полон. 21 липня, за 19 миль від Одеси під кораблем вибухнула міна (імовірно, турецька). Пошкодження були серйозні, врятувати корабель не вдалось. За 40 хв він затонув. Загинуло 10 членів екіпажу, ще десять були поранені.

### Спроби підйому
Оскільки корабель затонув недалеко від берега на малій глибині (13-14 м), італійці хотіли вивчити можливість підйому корабля. Проте радянська влада не дала на це дозволу, оскільки на той момент ще не було проведено розмінування акваторії.
Наприкінці 1920-х років ЕПРОП намагалась підняти корабель. Але його корпус був переламаний навпіл, і відновлення корабля коштувало би дорожче, ніж будівництво нового. Тому з нього було зняте найцінніше обладнання, зокрема гармата, яка була встановлена на навчальному кораблі «Амур» в Ленінграді.
У 2007-2015 роках членами громадської організації «Прикордонник» було проведено обстеження та фотографування решток корабля. Було встановлено, що корпус корабля розпався на 3 фрагменти. Були виявлені рештки надбудов, парових котлів, 102-мм снаряди. Гармат, торпедних апаратів, якорів, гвинтів виявлено не було, що підтверджує версію про те, що вони були демонтовані водолалами ЕПРОП.